# Тумба (Швеция)
Вижте пояснителната страница за други значения на Тумба.
Тумба (на шведски: Tumba) е град в Югоизточна Швеция, лен Стокхолм. Главен административен център на община Ботширка. Намира се на около 10 km на юг от централната част на столицата Стокхолм. Има жп гара. Населението на града е 37 852 жители според данни от преброяването през 2010 г.